# Себастьян Жапризо
Себастьян Жапризо (фр. Sébastien Japrisot; 4 июля 1931, Марсель, Франция — 4 марта 2003, Виши, Франция) — французский писатель, автор остросюжетных романов, киносценарист и кинорежиссёр. Настоящее имя — Жан-Батист Росси, под которым опубликованы некоторые произведения и сняты ранние фильмы.

## Биография и творчество
Себастьян Жапризо начал писать в семнадцать лет. Его первый роман «Дурное начало» (фр. Les Mal Partis) был опубликован во Франции и США. Его следующим значительным достижением стал перевод произведений Джерома Дэвида Сэлинджера. Жапризо также успешно работал в сфере рекламы.
В 1962 году он придумал сюжет для детективного романа. Роман назывался «Купе смертников» и был опубликован под псевдонимом, составленным Жапризо из анаграммы его имени. Вскоре после выхода книги сюжет лёг в основу французского фильма «Убийца в спальном вагоне», главные роли в котором сыграли Симона Синьоре и Ив Монтан.
Второй детективный роман Жапризо, «Ловушка для Золушки», получил французскую литературную премию «Grand Prix de Littérature policière» в 1963 году. В 1965 году роман был экранизирован.
Следующий роман писателя — «Дама в автомобиле в очках и с ружьём» — в 1966 году принёс Жапризо вторую крупную литературную премию Франции «Le Prix d’Honneur». В Англии эта книга получила премию Ассоциации детективных писателей (англ. Crime Writer's Association) «Серебряный кинжал» (англ. Silver Dagger) за лучший иностранный роман в жанре триллера, опубликованный в Великобритании в 1968 году.
Роман Жапризо «Долгая помолвка» также стал международным бестселлером и получил премию «Prix Interallié».
Около 1990 года писатель со своей женой Кэти Эспозито поселился в большом доме в сельской местности в регионе Овернь, между Бюссе и Марьолем. 
Умер в 2003 году, похоронен на кладбище в Бюссе.

## Цитата
Я сказал: "Ну ладно".
По натуре я покладистый. И ей всегда уступал.
Только однажды врезал и ещё как-то раз отлупил.
Но потом всё равно уступалСебастьян Жапризо 
 «Убийственное лето»
Получалось так, что, для того чтобы быть
убитым, Манеш был достаточно взрослым,
а чтобы самому решить вопрос о
женитьбе — нет.Себастьян Жапризо 
 «Долгая воскресная помолвка»

## Киносценарии
- 1967: La Machine à parler d’amour. Позже беллетризировано в книгу
- 1968:«Прощай, друг». Позже беллетризировано в книгу
- 1970: «Пассажир дождя». Позже беллетризировано в книгу
- 1972: «Бег зайца через поля». Позже беллетризировано в книгу
- 1975: «История О» (по роману Полин Реаж)
- 1983: «Убийственное лето»
- 1988: «Жюийе в сентябре»
- 1999: Les Enfants du marais
- 2001: Un crime au paradis